# 総務庁長官官房
総務庁長官官房（そうむちょうちょうかんかんぼう）は、総務庁に設置されていた内部部局。

## 職務
官房事務のほか、交通の安全、老人及び地域改善対策事業に関する施策の総合調整等の事務を行っていた。

## 組織

### 秘書課
所掌
```
（秘書課の所掌事務）
一 
機密
。
二 
官印
及び
庁印
の保管。
三 
人事
。
四 総務庁の定員。
五 
教養
及び
訓練
。
六 
福利厚生
。
七 所管行政の考査。
八 
栄典
、表彰、儀式。
```

### 総務課
所掌
```
（総務課の所掌事務）
一 所管行政の総合調整。
二 総務庁の機構。
三 法令案その他の文書の審査及び進達。
四 
公文書類
の接受、発送、編集及び保存。
五 
官報
掲載。
六 
広報
。
七 
国会
連絡。
```

### 会計課
所掌
```
（会計課の所掌事務）
一 
予算
、
決算
及び
会計
。
二 
会計の監査
。
三 
債権
管理。
四 
行政財産
及び物品の管理。
五 
共済組合
。
六 庁内の取締。
```

### 企画課
所掌
```
（企画課の所掌事務）
一 所管行政の基本的政策の企画及び調査。
二 所管行政の政策の企画及び調査の総合調整。
三 所管行政に関する情報の
電子計算機
処理の総合的企画及び総合調整。
四 所管行政に関する一般的資料の収集、整理、分析及び提供。
五 
国立国会図書館支部総務庁図書館
。
```